# Eidfjord
Eidfjord è un comune norvegese della contea di Vestland.